# Mesobuthus marusiki
Mesobuthus marusiki (лат.) — вид скорпионов из семейства бутид. Описан при таксономической ревизии рода Mesobuthus. Назван в честь российского арахнолога Ю. М. Марусика. Известен из Узбекистана (Каракалпакстан).
Общая длина составляет 42 мм у самцов и 52 мм у самок. Карапакс и тергиты желтовато-коричневые без тёмной пигментации. Тельсон жёлтый. Метасома, педипальпы и ходильные ноги желтовато-коричневые, при этом часть пятого сегмента чёрная. Хелицеры жёлтые, без сетчатого рисунка, с чёрными кончиками зубчиков на пальцах. У самцов пальцы проксимально загнуты немного больше, чем у самок.